# 小行星23061
小行星23061（23061 Blueglass）是一颗绕太阳运转的小行星，为主小行星带小行星。该小行星于1999年12月19日发现。

## 轨道参数
小行星23061的轨道半长轴为467 145 792 km，3.1226323 UA，离心率为0.116。